# Glosar de cinematografie
Acest glosar conține termeni din domeniul cinematografiei și teatrului.  

## A
- act - subdiviziune a unei piese de teatru, a unei opere sau a unui spectacol dramatic, care prezintă o etapă distinctă în desfășurarea acțiunii; vezi și antract, scenă.
- actor - o persoană care interpretează un rol într-un filme. Rolul poate fi dramatic, dar actori mai pot cânta sau dansa sau poate fi doar rol de voce.
- actriță - o femeie actor.
- adaptare - transformare a unei opere literare sau a altui tip de material sursă (joc video, bandă desenată, piesă de teatru etc.) într-un alt mediu artistic, cum ar fi filmul, teatrul sau televiziunea.[necesită citare]
- alb-negru (despre film) -
- American Film Institute, AFI - v. Institutul American de Film
- Animascop - procedeu elaborat în Statele Unite cu scopul de a facilita impresia de animație.
- antierou -
- antract - pauză planificată între acte sau între scene în cadrul unei opere dramatice.
- aparat de proiecție -
- artă de anduranță - artă interpretativă⁠(en)[traduceți] asociată cu performanțe sau creații care explorează teme legate de rezistență, reziliență și supraviețuire.
- artă interpretativă⁠(en)[traduceți] - procesul prin care actorii, în colaborare cu regizori, producători și alți membri ai echipei artistice, transpun în realitate personaje și scenarii, folosind expresii faciale, gesturi, vocale și mișcări pentru a comunica mesajele, emoții și idei.[necesită citare]

## B
- B (despre film) - un film comercial cu buget redus care nu este definitiv o formă de artă sau film pornografic. La început, în timpul Epocii de Aur de la Hollywood, termenul identifica un film destinat pentru distribuire cu o mediatizare mai mică.
- Backlot – zonă adiacentă unui studio de film, care conține clădiri permanente sau spații adecvate pentru construcția temporară a platoului de filmare (a setului).
- bandă de sunet -  partea audio a unei înregistrări video analogice, care este stocată pe o bandă magnetică împreună cu partea video.
- Bioscop - o camera și un sistem de proiecție din 1895. Bioscopul a fost creat de Max și Emil Skladanowsky și a fost folosit la prima expunere în public a unui film în Germania.
- blackface - tip de machiaj folosit pentru a ironiza o persoană de culoare.
- blaxploitation (sau blacksploitation) - gen de film apărut în Statele Unite la începutul anilor 1970, care avea ca subiect viața afro-americanilor, cu teme ca: rasism, corupție, discriminare, sărăcie și alte probleme sociale relevante pentru comunitatea afro-americană.
- blockbuster -  un film cu un mare succes financiar, de obicei un film cu un buget de producție mare și cu o campanie de promovare la nivel mondial.
- box office - suma totală de bani încasați din vânzarea de bilete pentru un film în timpul difuzării sale în cinematografe, termen care măsoară succesul comercial al unui film.
- British Film Institute - o organizație de film și caritabilă care promovează și păstrează producțiile de film și de televiziune din Regatul Unit
- buget (al unui film) -  fondurile folosite la producția unui film și care acoperă cheltuielile cu scenariul, castingul, producția, post-producția și distribuția filmului.

## C
- cadru:

- în procesul de filmare a unei scene, imaginea instantanee înregistrată de camera video, filmată de cele mai multe ori cu o singura cameră;
- spațiu în limitele căruia este cuprinsă o imagine pe o peliculă cinematografică.
- cameră obscură -
- cascador - persoană specializată în efectuarea acțiunilor fizice periculoase sau spectaculoase în filme, emisiuni TV, spectacole live și alte producții media; aceste acțiuni pot include cascadorii precum căderi de la înălțime, lupte scenice, curse de mașini, explozii și alte scene care implică riscuri fizice; vezi și dublură.
- celuloid - material plastic flexibil, transparent, realizat din nitrat de celuloză și camfor, care a servit drept suport fizic pentru peliculele de film începând de la sfârșitul secolului al XIX-lea până în a doua jumătate a secolului XX.
- cinefil – persoană iubitoare de filme, care frecventează mult spectacolele cinematografice.
- cinematograf -  (sau sală de cinema) un loc destinat (în exclusivitate) proiecției cinematografice.
- cinematografie - tehnica sau arta de a înregistra fotografic unele scene pe un film special și de a le reproduce prin proiectare luminoasă pe un ecran.
- Cinerama -
- clachetă - dispozitiv auxiliar care înlesnește identificarea și finalizarea materialului filmat, în perioada de montaj-sonorizare
- coloană sonoră - elementele sonore care însoțesc imaginea pe ecran; aceasta include dialogurile rostite de actori, efectele sonore, muzica și orice alt sunet creat special pentru film.
- color (despre film) -
- comedie științifico-fantastică - gen de film care combină elementele științifico-fantastice cu umorul, prin parodie satiră sau prin situații comice în universuri futuriste, tehnologizate sau extraterestre.
- coregrafie - arta de a crea dansuri și spectacole de balet.
- coupé - spectacol de teatru din două sau mai multe piese scurte.
- critic de film - persoană care analizează și oferă opinii profesionale despre filme; poate lucra pentru publicații de presă, site-uri web, emisiuni de televiziune sau alte medii și își exprimă părerea cu privire la calitatea, valoarea artistică, interpretările actorilor, regia, scenariul și alte aspecte ale unui film.

## D
- director de imagine -
- distribuitor de film - companie care trimite filmul la diverse cinematografe
- distribuție - lista completă a actorilor.
- distribuție a unui film - procesul de lansare și promovare a unui film în cinematografe și pe alte platforme media, astfel încât să ajungă la un public cât mai larg posibil și la care participă studiourile de film sau de companii specializate în distribuție, care pot achiziționa drepturile de distribuție ale unui film.
- Dolby - denumirea unui laborator britanic specializat în studierea sunetului. Este creat de inginerul britanic Ray Dolby în anul 1965.
- dramă istorică - gen de film sau piesă de teatru care se concentrează pe evenimente și personaje istorice, într-o manieră ficțională sau semi-ficțională și care încearcă să reconstituie cu acuratețe atmosfera, costumele, decorurile și obiceiurile din perioada respectivă pentru a oferi o experiență cât mai autentică pentru spectatori.
- dublură -  persoană care înlocuiește un actor pentru a realiza secvențe periculoase sau dificile dintr-un film, cum ar fi: cascadorii, scene de luptă, curse de mașini sau orice altă activitate care prezintă un risc pentru actorul principal.

## E
- ecran - o suprafață plană sau curbă, reflectantă sau translucidă, destinată captării imaginii transmise de aparatul de proiecție prin sistemul lumino - optic. Pentru a delimita cât mai strict suprafața imaginii proiectate și pentru a prelua neregularitățile ferestrei de proiecție, ecranul este montat într-o ramă de culoare închisă, de obicei neagră.
- ecranizare - transformarea unei opere literare într-un film prin transpunerea artistică a textului în imagini și dialoguri.
- editor
- Epoca de Aur a cinematografiei hollywoodiene⁠(d) - perioadă din istoria filmului american, aproximativ între anii 1927 și 1960, caracterizată printr-o expansiune semnificativă a industriei cinematografice, producții de mare buget, dezvoltarea star system⁠(d)-ului și producția de filme iconice⁠(d) care au influențat profund cultura populară; altă denumire: Era clasică a Hollywood-ului.
- erou -
- efecte sonore - sunete, înregistrate în studio sau preluate dintr-o bibliotecă de sunete, care sunt adăugate în post-producție pentru a crea o experiență auditivă completă și pentru a spori impactul emoțional al filmului.
- expresionism

## F
- festival de film – eveniment dedicat prezentării și promovării filmelor și care oferă o platformă pentru regizori, producători, actori pentru a-și prezenta creațiile, a interacționa cu publicul și a lua parte la diverse activități legate de filme.
- figurant – interpretul unor personaje anonime (oameni din mulțime, pietoni etc).
- film - termen utilizat pentru desemnarea, în accepțiune mai largă, a produsului final al artei și industriei cinematografice. Arta și industria cinematografică în vorbirea curentă sunt cunoscute sub denumirea de cinematografie. (sau Peliculă)

- film independent - film care este produs și distribuit fără implicarea majoră a studiourilor de film mari sau a companiilor de producție și distribuție, fiind realizat cu bugete mai mici și având o expresie artistică originală și inovatoare.

- filmare - înregistrare de imagini succesive pe o peliculă cinematografică sau pe un suport de memorie.

- filmare inversă - procedeu de filmare combinată constând în inversarea ordinii cronologice a tuturor evenimentelor dintr-o secvență.
- filmare combinată - procedeu cinematografice bazate pe folosirea unor camere video și pe procese de prelucrare speciale, în scopul obținerii celor mai diverse efecte speciale.
- filmare principală - etapa în care efectiv se filmează scenele de film; este faza centrală a procesului de producție a unui film și implică capturarea imaginilor și sunetelor, după care filmul trece în faza de post-producție, unde scenele filmate sunt editate și montate pentru a crea versiunea finală a filmului.
- filmare subacvatică - înregistrarea unor scene, imagini sau peisaje subacvatice aflate în mișcare.

## G
- generic - inscripțiile care apar la începutul și/sau sfârșitul producției; acestea prezentând de obicei echipa de producție și lista completă a actorilor.
- gest -  mișcările corpului, expresiile faciale și alte acțiuni fizice realizate de actori pentru a comunica idei, emoții și intenții în timpul unei reprezentații teatrale.
- gradarea culorilor - (în cadrul producției unui film) procesul de ajustare și manipulare a culorilor și a contrastului dintr-un material video pentru a crea o anumită atmosferă sau pentru a spori impactul emoțional asupra publicului.
- gros plan - reprezentarea pe peliculă sau pe suportul magnetic a capului unui personaj (vezi și: prim plan, plan american, plan semigeneral).

## H
- Hollywood -

## I
- identificare⁠(d) - procesul prin care publicul sau spectatorul încearcă să se pună în locul personajului, dar și prin care actorul trăiește experiența personajului.
- independent - termen care se referă la o companii de producție sau filme aflate în afara studiourilor Hollywood.
- Institutul American de Film  - o organizație non profit, creată în SUA, în 1967.
- interpretare - joc actoricesc a unui rol într-un film sau într-o piesă de teatru.

## J
- jump scare - moment în care spectatorii sunt surprinși sau speriați de un eveniment brusc, precum apariția rapidă a unei imagini înfricoșătoare sau a unui sunet puternic; este o tehnică frecvent utilizată pentru a amplifica tensiunea și pentru a produce un impact emoțional puternic asupra audienței.

## K
- Kaijū (în japoneză 怪獣) - un sub-gen al filmelor științifico-fantastice cu monștri. Kaijū are sensul de bestie/creatură ciudată. În filmele Kaijū apar creaturi mari de orice formă, care atacă de obicei un oraș important sau intră în luptă cu alți monștri.

## L
- letrism - curent artistic care promovat ideea de a utiliza cuvintele și limbajul în moduri neconvenționale pentru a crea spectacole care să submineze structurile tradiționale și să pună în discuție normele teatrale existente; aceste experimente au inclus adesea recitări non-lineare, fragmentare a textului și improvizație liberă.
- line-up:

- lista de actori sau prezentatori care vor apărea într-un spectacol sau emisiune;
- termen care descrie programarea emisiunilor pe durata unei anumite perioade de timp, cum ar fi o săptămână sau un sezon.
- Lista neagră de la Hollywood - grup de persoane din industria cinematografică americană care au fost interzise de studiouri din cauza asocierii lor cu ideologii considerate comuniste sau subversive, în special în perioada de la mijlocul secolului al XX-lea (când se afirma ideologia McCarthism).
- lungmetraj - film cu o durată semnificativă, de obicei mai mare de 60 de minute, care este conceput pentru a fi prezentat în cinematografe sau pentru a fi distribuit pe alte platforme media; este formatul standard pentru filmele de ficțiune, documentare și de animație.

## M
- mixaj (al unui film) - procesul prin care diferitele elemente sonore ale filmului, cum ar fi dialogul, efectele sonore și muzica, sunt combinate într-o mixtură finală a sunetului.
- mondo, film ~ - gen cinematografic care prezintă, prin scene violente și brutale, obiceiuri din întreaga lume, fiind o critică a civilizației.
- montaj – Operațiune-cheie în etapa finală a prelucrării peliculei în laborator, constând din asamblarea fragmentelor de bandă-imagine și bandă-sunet într-o succesiune stabilită de regizor în raport cu concepția de realizare a filmului.
- mut, film ~ (despre film) - formă de cinematografie care a dominat industria cinematografică în perioada sa timpurie, înainte de apariția filmelor sonore; aceste filme nu aveau sunet sincronizat cu imaginea, adică nu includeau dialoguri sau sunete înregistrate în timpul filmării.
- muzică de film - gen muzical ce reunește creațiile destinate acompanierii unei producții filmice (pentru cinematograf sau televiziune).
- muzică de fundal - muzica compusă special pentru a completa și a sublinia acțiunea, emoțiile și atmosfera dintr-un film sau o producție TV și care poate să amplifice tensiunea în scenele dramatice, să accentueze momentele romantice sau să ofere o notă de suspans în secvențele de acțiune.

## O
- orgă de lumini - pupitru de comandă pentru reglarea intensității luminoase a surselor de lumină in studiouri, teatre etc.
- ochi-de-ciclop - fereastră specială care separă acustic încăperile unui studio, permițând însă o vizibilitate bună.

## P
- pantomimă - tip de spectacol teatral, muzical sau comic, în care acțiunea și emoțiile sunt comunicate prin gesturi, expresii faciale și mișcări corporale, fără a folosi cuvinte sau dialog verbal.
- peliculă:

- bandă subțire și flexibilă de celuloid sau din alt material sintetic, acoperită cu un strat de substanță fotosensibilă, folosită în trecut în industria fotografică și în cinematografie;
- film cinematografic considerat ca gen de spectacol.
- plan:

- element al filmării cinematografice, care reprezintă apropierea sau depărtarea obiectului față de camera video;
- fiecare dintre suprafețele, în general verticale, perpendiculare pe direcția privirii, în care se găsește sau pare că se găsește un obiect și care reprezintă adâncimea sau depărtarea în perspectivă;
- element al montajului, reprezentând porțiunea înregistrare în timpul unei singure funcționări a camerei video (între o pornire și o oprire);
-delimitare a mărimii încadraturii în raport cu mărimea omului în cadru prin stabilirea unor termeni convenționali.
- platou de filmare - spațiu amenajat, fie într-un studio, fie în aer liber, utilizat pentru filmarea scenelor dintr-o producție cinematografică, de televiziune sau publicitară și unde echipa de filmare, actorii și regizorul se reunesc pentru a crea și înregistra materialul vizual necesar pentru proiect.
- post-producție a unui film - procesul prin care un film este finalizat și pregătit pentru distribuție după ce înregistrările au fost realizate și care include o serie de etape, care includ montajul, editarea, efectele speciale, coloana sonoră, mixajul și gradarea culorilor.
- premiu cinematografic -
- premixaj - compilarea mai multor piese care conțin muzică, sunet, dialog, efecte auditive etc., înaintea mixajului final, când toate aceste elemente sunt combinate.
- priză de sunet sau de imagine - înregistrare a sunetului sau a imaginii pe un film.
- producător de film - persoană sau companie responsabilă de gestionarea și supravegherea unei producții cinematografice sau televizate și care are ca responsabilități: dezvoltarea proiectului, finanțarea acestuia, managementul, distribuția, lansarea etc.
- producător executiv - persoană sau entitate responsabilă de aspectele financiare și administrative ale unei producții cinematografice sau televizate.
- program dublu - ofertă a unui cinematograf de a prezenta două filme succesiv la prețul unuia singur.
- proiector - aparat pentru proiectarea imaginilor pe un ecran cinematografic, compus dintr-o sursă luminoasă și dintr-un sistem optic.

## R
- racord:

- legătură între două secvențe de film care asigură continuitatea ideii cinematografice;
- (in trecut) îmbinare a două benzi de sunet fără a întrerupe unitatea coloanei sonore.
- ralantí - procedeu cinematografic, care urmărește încetinirea mișcărilor pe ecran cu scop estetic sau științific, realizat prin filmarea cu o viteză superioară celei normale de 24 imagini/secundă.
- rampă - partea din față a unei scene de teatru unde sunt instalate luminile; rivaltă.
- realism social - curent cinematografic care își propune să redea în mod autentic și neidealizat realitatea socială, punând accent pe viața oamenilor din clasele muncitoare și pe problemele economice, politice și culturale cu care aceștia se confruntă.[1]
- regizor de film - persoană responsabilă cu coordonarea tuturor aspectelor creative și tehnice ale realizării unui film, având sarcinile: interpretarea scenariului, coordonarea echipei de producție, conducerea actorilor, adoptarea deciziilor artistice (decor, costume, iluminare etc.), supervizarea montajului.
- regizor de televiziune - responsabil de conceperea, coordonarea și supravegherea procesului de realizare artistică a unui program sau serial și care colaborează cu scenariștii, actorii și echipa tehnică pentru a transforma scenariul într-o operă vizuală și narativă, adaptată specificului televiziunii.[necesită citare]
- remake -
- rivaltă - vezi rampă.
- rol:

- partitură scenică ce revine unui actor într-o piesă de teatru, unui cântăreț într-o operă etc. pentru interpretarea unui personaj;
- personaj interpretat de un actor într-o piesă, într-o operă etc.
- rol minor - personaj secundar sau periferic în cadrul poveștii sau acțiunii principale; acest tip de rol nu are un impact major asupra dezvoltării poveștii sau nu are foarte mult timp pe ecran sau pe scenă.

- rolă -  piesă cilindrică care se rotește în jurul unui ax, folosită la mecanis-mele sau la dispozitivele care necesită rulare. unealtă în formă de cilindru

## S
- sală-studio - sală de teatru, de obicei de proporții mici, care servește drept atelier de experiență al anumitor piese, experimente regizorale etc.
- scenariu -
- scenă:

- parte mai ridicată și special amenajată în incinta unei săli de spectacole sau în aer liber, unde se desfășoară reprezentațiile;
- subdiviziune a unui act dintr-o operă dramatică, marcată prin intrarea sau ieșirea unui personaj; vezi și act.
- scenă postgeneric - secvență suplimentară care apare după încheierea genericului de final al unui film sau al unui episod dintr-un serial; poate conține elemente surpriză, elemente umoristice sau de relaxare, prezentarea unor personaje noi sau previzualizări pentru episoade viitoare.

- scheci⁠(d) - scenetă scurtă, de obicei comică, realizată în teatru, televiziune, film sau pe internet.
- secvență - succesiune de imagini sau de scene dintr-un film, care formează un anumit episod.
- set – platou de filmare
- slasher, film ~ - subgen al filmului de groază în care un criminal în serie, adesea purtând o mască sau având o identitate ascunsă, hăituiește și ucide în mod brutal un grup de personaje, de obicei adolescenți sau tineri, într-un mod șocant și violent.
- slice of life - gen sau stil narativ care redă scene realiste din viața de zi cu zi, fără conflicte dramatice majore, întorsături spectaculoase sau finaluri convenționale.
- sonor, film ~ - tip de producție cinematografică în care, spre deosebire de filmul mut, sunetul este înregistrat și sincronizat cu imaginea; a apărut în anii 1920 și a revoluționat industria cinematografică, adăugând dialoguri, efecte sonore și muzică înregistrată direct în timpul filmării.
- spin-off - producție derivată care se concentrează pe un personaj, o poveste sau un element specific dintr-un film, serial sau univers narativ existent.[2]
- spot - fascicul concentrat de lumină pentru luminarea scenei sau a unui actor.
- subtitlu - text tradus, imprimat în partea de jos, dedesubtul imaginii unei pelicule cinematografice, sincronizat cu banda sonoră și cu imaginea.
- sunet (despre film) -
- supratitrare - prezentare, printr-un afișaj deasupra scenei, a traducerii într-un spectacol live într-o limbă străină; vezi și subtitrare.
- suspans - tehnică de construire a tensiunii și anticipării în rândul publicului; este utilizat pentru a menține interesul spectatorilor în legătură cu ceea ce se va întâmpla în acțiunea filmului; este folosit în genuri precum thriller, mister, horror sau aventură, dar poate fi găsit în orice tip de povestire care urmărește să mențină interesul și emoția.

## Ș
- ștanțare - imprimare mecanică a subtitlurilor pe peliculele cinematografice.

## T
- tablou - diviziune a unei piese de teatru sau subdiviziune a unui act, care marchează schimbarea decorului, trecerea timpului etc.
- teaser - videoclip promoțional, similar cu un trailer, dar de obicei mai scurt și mai enigmatic, cu scopul de a crea anticipație și curiozitate în rândul publicului cu privire la un viitor film, serial sau alt produs audio-vizual, fără a oferi prea multe detalii despre poveste.
- teatru de gherilă - formă de expresie artistică teatrală care se distinge prin producții independente, adesea politice sau sociale, realizate în afara structurilor convenționale ale teatrului.
- Tehnicolor -
- telenovelă - serial de televiziune, de obicei latino-american, având ca subiect povestea unor iubiri aparent imposibile, dar întotdeauna triumfătoare.
- thriller psihologic - gen de film care se concentrează pe construirea suspansului și a tensiunii psihologice, mai degrabă decât pe acțiune fizică sau efecte speciale spectaculoase.
- thriller romantic - gen de film care combină elemente ale unui thriller (suspans, tensiune, mister) cu teme și relații romantice; utilizează și elemente din alte genuri, cum ar fi filmul de acțiune sau dramă, pentru a crea o poveste captivantă și tensionată care se axează pe relația romantică centrală.
- tiraj - multiplicare, prin copiere, a unui film, pentru a asigura numărul de copii necesar rețelei cinematografice.
- titlu - numele oficial sub care o producție cinematografică este identificată, promovată și distribuită publicului; este un element esențial de branding⁠(d) și comunicare, având mai multe funcții: identificare și unicitate, transmiterea esenței filmului, atragerea publicului, context cultural sau emoțional, funcție comercială.

- titlu provizoriu - nume temporar atribuit unui film în timpul producției, înainte de a fi ales sau anunțat titlul final, pentru păstrarea confidențialității, pentru testarea reacției publicului etc.

- titrare - imprimare pe peliculă a traducerii dialogurilor din versiunea originală a unui film.
- tribună - loc înălțat, platformă, estradă pe care stă cel ce vorbește în fața publicului.
- trailer - videoclip promoțional creat pentru a prezenta și promova un film, un serial de televiziune sau un alt produs audio-vizual înainte de lansarea oficială, cu scopul de a atrage atenția publicului și de a stârni interesul pentru viitoarea producție; vezi și teaser.
- trucaj - un procedeu folosit în producția de film pentru ușurarea muncii actorilor și realizatorilor. Se folosește mai ales pentru evitarea pericolelor în filmarea unor scene dificile.

## U
- unghi de filmare - poziția și perspectiva din care este înregistrată o scenă sau o imagine în timpul filmării; poate influența modul în care spectatorii percep subiectul și atmosfera unei scene într-un film sau într-o producție video.

- unghi de filmare coborât - unghi opus celui înălțat; acest tip de filmare poate crea o senzație de opresiune sau de vulnerabilitate pentru subiect, pentru că este filmat dintr-o poziție inferioară.
- unghi de filmare înălțat - unghi în care se realizează filmarea de la înălțime și care poate crea o perspectivă de sus în jos, oferind o imagine de ansamblu sau o senzație de supraveghere.

## V
- voleu:

- efecte cinematografice constând în înlocuirea unei imagini prin alta, de-a lungul unei linii mobile de demarcație.
- dispozitiv format din două sau patru palete mobile din tablă neagră mată, care se montează în fața proiectoarelor pentru obturarea luminii.